# Cephalotaxus griffithii
Cephalotaxus griffithii — вид хвойних рослин з родини тисових (Taxaceae). Місцем проживання цього виду є Індія (Ассам, Східні Гімалаї), Південний Центральний Китай, М'янма.

## Опис
Голки довжиною 5–7.5 см, шириною 3 мм.